# Armando Castillo
Luis Gerardo Armando Castillo Samayoa (* 20. Mai 1932; † 2. Februar 2006 in Guatemala-Stadt) war ein guatemaltekischer Radrennfahrer.

## Sportliche Laufbahn
Castillo war im Bahnradsport und im Straßenradsport aktiv. Er war Teilnehmer der Olympischen Sommerspiele 1952 in Helsinki. Guatemala wurde mit Armando Castillo, Fernando Marroquín, Carlos Sandoval und Juan Montoya in der Mannschaftsverfolgung auf dem 21. Rang klassiert.
Bei den Zentralamerika- und Karibikspielen 1954 gewann er im Mannschaftszeitfahren und in der Mannschaftsverfolgung jeweils die Bronzemedaille.